# Гвоздів (Обухівський район)
Гво́здів — село у Обухівському районі Київської області. Населення становить 450 осіб.

## Історія
Археологічні артефакти, пов'язані з кам'яною добою виявлені біля села Гвоздів: кам'яні сокири, крем'яні ножі, наконечники стріл, долото та інші знаряддя, знаходяться у фондах Васильківського історико-краєзнавчого музею. За 4 км від села є городище часів Київської Русі. У 1873 році тут знайдено скарб — монети ХІ-ХІІ (10 срібних гривень) та XIV ст., а також зброю періоду війни 1648—1657 років.
Перша письмова згадка про Гвоздів датується 1415 роком.
|  | В Київщині князь Богдан Глинський записує Пустинно-Никольському монастиреви село Гатне, воєвода Монтовтович озеро, а його наступник Андрій Немирович ріжні ґрунти, рибне мито, остров на Днїпрі, Іван Полозович другий острів, Остафій Дашкович село Гвоздів, села Соркланово і Колтегаєво — великі земельні маєтности. Він же дав Печерському монастиреви звістний Терехтемирів, а князь Костянтин Острозький ріжні маєтности по тестаменту своєї тещі княгині Анастасії Гольшанської. — М. Грушевський. Історія України-Руси. Том VI. Розділ IV. Стор. 2 |

У дорадянську епоху у селі існувала дерев'яна церква Різдва Богородиці, збудована 1790 року.
У травні 1918 р. у Гвоздові відбулося повстання селян проти німецьких військ, союзників Української держави.
За радянської доби у Гвоздові був розташований 4-й відділок птахорадгоспу «Рославичі».

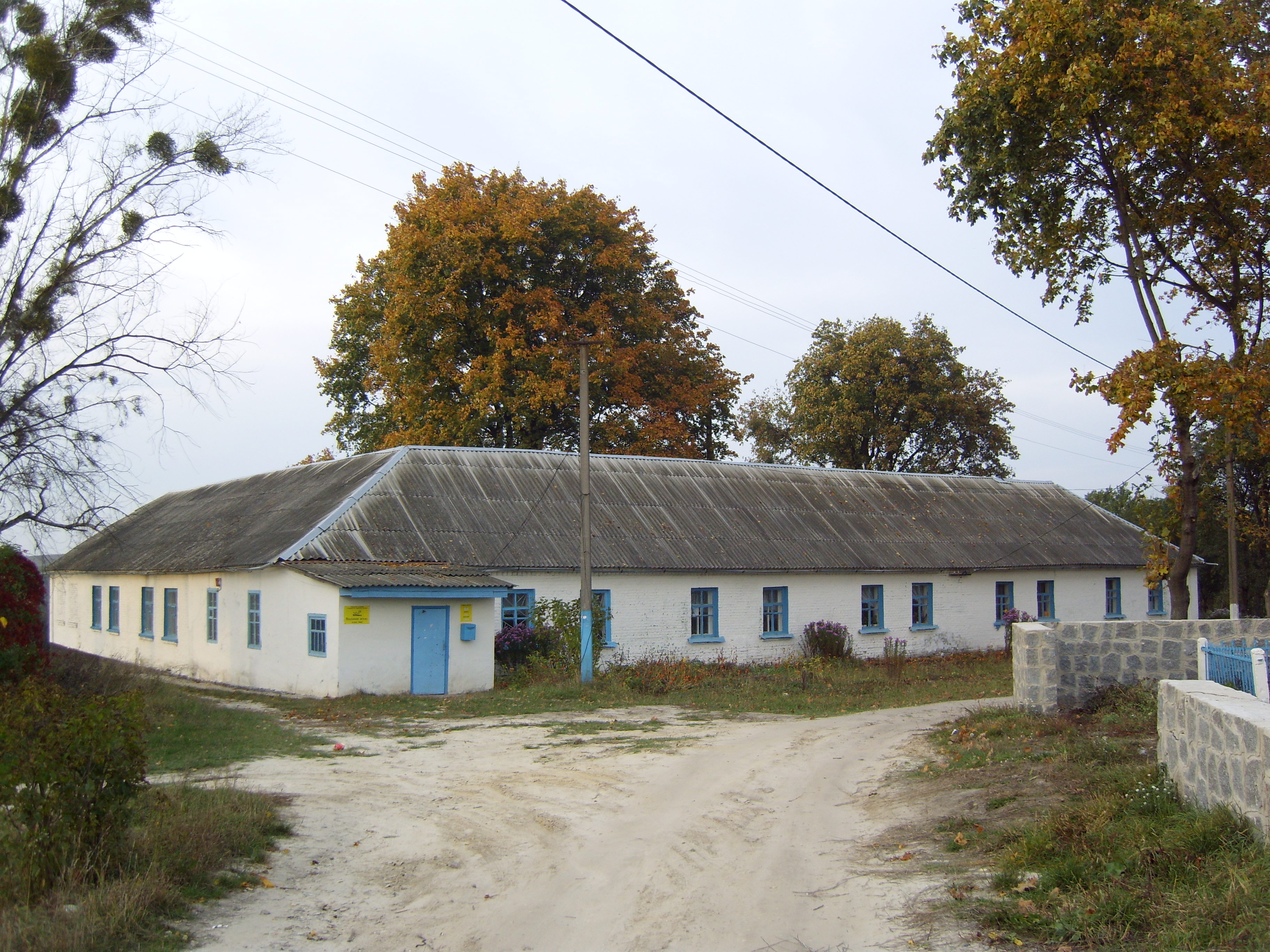
Будівля неповної восьмирічної школи та поштового відділення 08634

## Транспорт

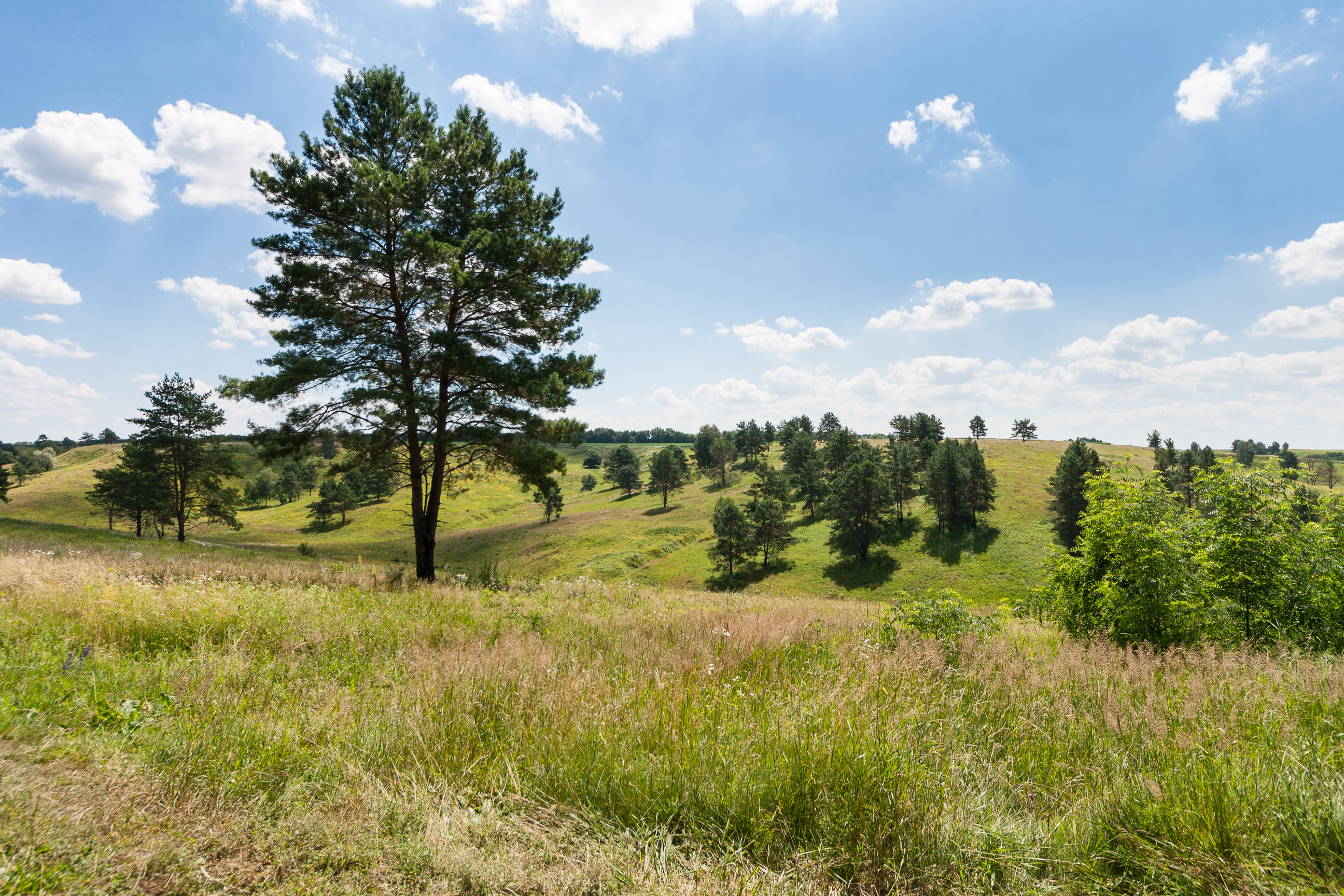
Васильківські Карпати

Гвоздів має добре налагоджене автобусне сполучення з Києвом у режимі маршрутного таксі: маршрути № 757 (ст. м. Виставковий Центр), 735 та 738 (ст. м. Видубичі), 789 (від а/с «Видубичі») і 736д (подовжені рейси, ст. м. Виставковий центр — с. Круглик — котеджне містечко «Маєток» — урочище Вила — СТ «Надія»).

## Садівницькі товариства
У межах села Гвоздів знаходяться численні садівницькі товариства: «Скляр», «Оздоблювач», «Теремок», «Правобережний», «Ходосіївські сади», «Університет 5-1, 5-2», «Гвоздика», «Яри», «Дубки», "Фізик". Садівницьке товариство «Надія» розташоване поза межами села, на території Гвоздівської сільської ради.

## Пам'ятки
- Васильківські Карпати — ландшафтний заказник місцевого значення.

## Відомі люди
У Гвоздові у 1695 році народився український архітектор, майстер українського бароко Ковнір Стефан Дем'янович.

## Гірськолижний курорт
4 січня 2016 року на околиці Гвоздова відкрився гірськолижний комплекс «Гвоздов-град» з трьома трасами довжиною 200, 220 і 50 метрів, а також двома підйомниками.